# Pierino Gabetti
Pierino Gabetti (Sestri Ponente, Gènova, Itàlia 1904 - Gènova, 28 de febrer de 1971) fou un aixecador italià, guanyador de dues medalles olímpiques.

## Carrera esportiva
Va participar, als 19 anys, en els Jocs Olímpics d'Estiu de 1924 realitzats a París, on va aconseguir guanyar la medalla d'or en la prova de pes ploma (-60 kg) a l'aixecar un pes de 402,5 kg i establir així un nou rècord olímpic. En els Jocs Olímpics d'Estiu de 1928 realitzats a Amsterdam (Països Baixos) va aconseguir guanyar la medalla de plata en aquesta mateixa disciplina. Participà en els Jocs Olímpics d'Estiu de 1932 realitzats a Los Angeles (Estats Units), on finalitzà quart en la prova de pes lleuger (-67,5 kg).